# Окінамі
«Окінамі» (Okinami, яп. 沖波) — ескадрений міноносець Імперського флоту Японії типу «Югумо», який узяв участь у Другій світовій війні.

## Історія створення
Корабель був закладений 5 серпня 1942 року на верфі ВМФ у Майдзуру. Спущений на воду 18 липня 1943 року, вступив у стрій 10 грудня того ж року.

## Історія служби
Два з половиною місяці після завершення «Окінамі» провів у водах Японського архіпелагу, при цьому з 10 лютого 1944-го він належав до 31-ї дивізії ескадрених міноносців.
26 лютого — 8 березня 1944 есмінець супроводив конвой з військами з Уджини (північно-східне узбережжя Кюсю) до Сайпану та Гуаму (Маріанські острови). 29 лютого «Окінамі» разом з есмінцем «Асасімо» та «Кісінамі» взяв участь у полюванні на підводний човен «Траут», яке завершилось загибеллю цієї субмарини. Після цього «Окінамі» разом з «Асасімо» провадили порятунок людей з транспорту «Сакіто-Мару», що був торпедований «Траут» та затонув у ніч проти 1 березня. Есмінцям вдалось підібрати 1700 осіб, проте майже дві з половиною тисячі загинули. 16 березня «Окінамі» повернувся до Японії.
З 20 березня по 2 квітня 1944-го есмінець супроводив конвої за маршрутом Йокосука — атол Трук (тут, у центральній частині Каролінських островів, до лютого 1944-го була головна база японського ВМФ в Океанії) — Сайпан, а з 3 квітня по 7 травня здійснив для охорони танкерних перевезень рейс Сайпан — Таракан та Балікпапан (центри нафтовидобутку на сході Борнео) — Сайпан — Балікпапан.
У першій половині травня 1944-го японське командування перевело головні сили до Таві-Таві (у філіппінському архіпелазі Сулу поряд з нафтовидобувними районами острова Борнео), оскільки воно очікувало неминучої ворожої атаки на головний оборонний периметр імперії (Маріанські острови — Палау — західна частина Нової Гвінеї) і провадило підготовку до протидії. «Окінамі» при цьому 13—15 травня супроводив танкерний конвой Балікпапану до Таві-Таві, а 16–19 травня здійснив рейс до Давао (порт на південному узбережжі філіппінського острова Мінданао) та назад.
10–12 червня 1944-го «Окінамі» разом зі ще 3 есмінцями та легким крейсером супроводив два найпотужніші японські лінкори до острова Бачан (біля південно-західного завершення значно більшого острова Хальмахера) в межах операції з прикриття доставлення підкріплень на острів Біак (біля північно-західного узбережжя Нової Гвінеї), де наприкінці травня висадились союзники. Втім, того ж 12 червня 1944-го американці розпочали операцію з оволодіння Маріанськими островами. Головні сили японського флоту вийшли для контратаки, причому кораблі з Бачану після переходу 13—16 червня приєднались до основного з'єднання. 19—20 червня під час битви у Філіппінському морі «Окінамі» разом з іншими 6 есмінцями становив охорону «загону С», головна сила якого — лінкори та важкі крейсери. У битві японці зазнали важкої поразки, а за кілька діб флот повернувся до Куре. 8–16 липня 1944-го «Окінамі» взяв участь у супроводі головних сил з Японії на якірну стоянку Лінгга.
18 жовтня 1944-го головні сили японського флоту полишили Лінгга для підготовки до протидії неминучій ворожій атаці на Філіппіни. Вони пройшли через Бруней, після чого розділились на два з'єднання. «Окінамі» увійшов до ескорту головних сил адмірала Куріти, які пройшли через море Сібуян (внутрішня частина Філіппінського архіпелагу на південь від острова Лусон), а далі вийшли у Філіппінське море і 25 жовтня провели бій біля острова Самар із групою ескортних авіаносців. Під час останнього «Окінамі» зазнав певних пошкоджень від близьких вибухів та обстрілу з літаків, втрати становили 34 члени екіпажу. Також есмінець підібрав понад чотири сотні моряків з потопленого важкого крейсера «Судзуя». Після бою розпочався відступ залишків японського флоту, при цьому 27—28 жовтня «Окінамі» ескортував пошкоджений важкий крейсер «Кумано» з Корону (східне завершення архіпелагу Палаван) до Маніли.
1–2 листопада 1944-го «Окінамі» взяв участь у транспортній операції TA, метою якої було доставлення підкріплень на острів Лейте (саме тут висадився перший десант союзників). Разом зі ще 5 есмінцями він склав третій ешелон конвою TA-2 та здійснив успішний рейс з Маніли до затоки Ормок та назад.

### Загибель
5 листопада 1944-го під час нальоту на Манілу «Окінамі» зазнав пошкоджень від близьких вибухів та обстрілу з літаків, втрачено 28 членів екіпажу. 13 листопада відбувся черговий авіаудар, внаслідок якого «Окінамі» затонув на мілководді в Манільській бухті, загинуло 14 моряків.